# Fakótorkú nektármadár
A fakótorkú nektármadár (Chalcomitra adelberti) a madarak (Aves) osztályának verébalakúak (Passeriformes) rendjébe, ezen belül a nektármadárfélék (Nectariniidae) családjába tartozó faj.

## Rendszerezése
A fajt Paul Gervais francia természettudós írta le 1834-ben, a Cinnyris nembe Cinnyris adelberti néven. Sorolták a Nectarinia nembe Nectarinia adelberti néven is.

## Alfajai
- Chalcomitra adelberti adelberti (Gervais, 1834) - Sierra Leone és Ghána
- Chalcomitra adelberti eboensis (Jardine, 1842)[2]  Togo és Nigéria

## Előfordulása
Nyugat-Afrikában, Bissau-Guinea, Benin, Elefántcsontpart, Ghána, Guinea, Kamerun, Libéria, Nigéria, Sierra Leone és Togo területén honos. 
Természetes élőhelyei a szubtrópusi vagy trópusi síkvidéki esőerdők, valamint szántóföldek, ültetvények, vidéki kertek és városias régiók. Állandó, nem vonuló faj.

## Megjelenése
Testhossza 12 centiméter. A nemek tollazata különbözik.

## Életmódja
Rovarokkal, pókokkal és nektárral táplálkozik.

## Természetvédelmi helyzete
Az elterjedési területe rendkívül nagy, egyedszáma pedig stabil. A Természetvédelmi Világszövetség Vörös listáján nem fenyegetett fajként szerepel.